# راگنار لیندبک
راگنار لیندبک (فنلاندی: Ragnar Lindbäck; ۱۳ نوامبر ۱۹۰۶ – ۲۹ مهٔ ۱۹۷۴) بازیکن فوتبال اهل فنلاند بود.
از باشگاه‌هایی که در آن بازی کرده‌است می‌توان به باشگاه فوتبال اچ‌آی‌اف‌کی اشاره کرد.